# HO Большого Пса
HO Большого Пса (лат. HO Canis Majoris), HD 55817 — двойная звезда в созвездии Большого Пса на расстоянии (вычисленном из значения параллакса) приблизительно 2038 световых лет (около 625 парсеков) от Солнца. Видимая звёздная величина звезды — +7,73m. Ранее считалась переменной звездой, но дальнейшие наблюдения переменности не подтвердили.

## Характеристики
Первый компонент — бело-голубая звезда спектрального класса B5V.